# Stinsen brinner
För filmen, se Stinsen brinner... filmen alltså.
Stinsen brinner är en "katastrofmusikal" av Galenskaparna och After Shave som hade premiär på Lorensbergsteatern i Göteborg den 24 oktober 1987.
Med Stinsen brinner återinvigde Galenskaparna och After Shave Lorensbergsteatern, som sedan 30-talet fungerat som biograf. (Tidigare samma år hade gruppen haft premiär för sin film Leif på just denna biograf)

## Handling
Musikalen utspelar sig på en nedläggningshotad järnvägsstation. När stationen läggs ner vägrar stinsen Axel Hansson att acceptera det. Detta ger upphov till en rad farsartade förvecklingar och missförstånd.

## Roller
Axel Hansson är stationens stins, som älskar tåg mer än allt i hela världen, och vägrar inse att stationen är nedlagd, spelad av Anders Eriksson.
Sören Skärberg är Axels vän och kollega som arbetar som tågklarerare. Han sjunger alltid tills han blir glad, håller hela tiden förgäves på att fernissa en bänk. Sören spelas av Knut Agnred.
(De 30 sista föreställningarna i Stockholm, spelades Sören av Jahn Teigen, då Knut Agnred fick akutopereras för brusten blindtarm.) 
Harry Jernfeldt är en hårt prövad traditionell svensk tjänsteman som alltid har en tidning i handen. Han upplevs som en mycket irriterad och reserverad man, med tanke på hans arbetssituation, snäll men utrustad med en väldigt kort stubin. Harry är också den enda som aldrig går på några bortförklaringar angående tågförseningarna. Han är spelad av Peter Rangmar.
Ernst Ivarsson är en rättrådig man med mycket neutralt utseende som ska överraska sin syster med en tårta, som hela tiden tjatar om stinsens chef, byrådirektör Gerhard Vilén, som han upptäckte sittande i en säck. Spelad av Jan Rippe.
Mona Hansson är Axels tålmodiga hustru, som oroar sig över sin makes konstiga beteende då Axel inte har berättat för henne om att tågstationen ska läggas ner. Spelad av Kerstin Granlund.
Stellan Larsson är en godmodig men lite tafatt polis som mest blir förvirrad över all uppståndelse kring Ernst prat om folk i säckar Axels bortförklaringar. Spelad av Per Fritzell.
(Per hade spelat samma polis första gången redan i tv-serien Macken och har repriserat rollen i flera scenare produktioner, bland annat i En himla många program och Grisen i säcken.)
Sven Sidney är en filosofierande skulptör, som blivit anställd att skulptera stationens staty som kommer in två år för sent. Spelad av Peter Rangmar.
Jerry Kopp är en countryälskande raggare som är cool "så in i helvete", och som äntligen gett sig ut i världen för att se sig om då världen är för liten för honom ("some place where I get room"). Spelad av Claes Eriksson.
(Kepsen som Jerry har på sig när han är liten, med texten "Gerts rör" är samma som Per har på sig i den första sketchen med figuren Spanar'n.)
Totalt finns det 23 figurer i föreställningen. 21 av dessa spelades av Galenskaparna och After Shave själva. 2 stycken, rollerna som tonårspappan och okänd resenär spelades av scenmästaren Lars Åby Hermansen samt Chalmerskamraten Bo Bysse Rydbeck. Därutöver finns tre statister som spelade brandmän och fångade den brinnande stinsen i brandsegel under finalen. De spelades av lämpliga personer som råkade finnas bakom scenen då finalen gick av stapeln, Åby var oftast en av dem.

## Framgångar
Stinsen brinner spelades i Göteborg 261 gånger och sågs av ca 165 000 besökare. År 1990 spelade man 171 föreställningar på Stora Teatern i Stockholm där musikalen sågs av ytterligare 130 000 personer. När Stinsen brinner sattes upp i Stockholm, var varje föreställning utsåld.
Stinsen brinner har även framförts av andra grupper än Galenskaparna och After Shave. Simrishamns-förlagda Teater Konkurs (nuvarande Teater Kevinsv.se) satte upp föreställningen 2008 under ledning av Kevin Stridsberg Volmer. Under sommaren 2009 blev Stinsen brinner sommarteater i Växjö under ledning av Nils Åkesson. Studenter vid Musikhögskolan Ingesund satte upp föreställningen i Arvika 2025. 

## Musik
Musiken från föreställningen har getts ut på LP, kassettband och CD. Den mest uppmärksammade låten blev Pappa, jag vill ha en italienare som hamnade på Svensktoppen.

## Film
1991 gjorde Anders Eriksson och Claes Eriksson en filmversion av scenföreställningen, kallad Stinsen brinner... filmen alltså.
I filmversionen dyker 3 nya roller upp som inte funnits med i scenversionen. Dessa är Gerhard Viléns sekreterare, Jerry Kopps första kärlek samt Harry Jernfeldts pappa. Däremot försvann sångnumret Hård kärlek med Gerhard Viléns karaktär, då den inte ansågs passa in.
Revyn var aldrig tänkt att släppas på den öppna marknaden, men efter nästan 20 år bearbetades filminspelningen och ansågs ha god kvalitet nog för att släppas på DVD. Den 12 september 2007 släpptes boxen Fem Fina Föreställningar  där bl.a. Stinsen brinner finns med.